# Rhypopteryx
Rhypopteryx é um gênero de traça pertencente à família Arctiidae.